# Naomi Clark
 (février 2015).
 (février 2015).
Si vous disposez d'ouvrages ou d'articles de référence ou si vous connaissez des sites web de qualité traitant du thème abordé ici, merci de compléter l'article en donnant les références utiles à sa vérifiabilité et en les liant à la section « Notes et références ».
Pour les articles homonymes, voir Clark et Miller.
Naomi Clark est l'un des personnages principaux de la série télévisée américaine 90210 Beverly Hills : Nouvelle Génération, interprété par AnnaLynne McCord.
Au début de la série, elle est présentée comme snob et superficielle. Son personnage gagne en complexité au fil de l'histoire. Une grande partie des intrigues la concernant gravite autour de ses relations amoureuses, d'abord avec Ethan Ward (Dustin Milligan), puis avec Liam Court et Max Miller.
Naomi est parfois considérée comme le personnage central de la série. Elle a fait l'objet de critiques élogieuses de la part de plusieurs médias :  Los Angeles Times, Entertainment Weekly et le magazine People.

« Mais je ne juge pas mon personnage, je fais un point. C'est quelque chose qui est vraiment important, je pense, en prenant un caractère qui est bien évidemment aussi différent que Naomi est pour moi dans ma vie personnelle. Donc, il ne s'agit vraiment pas de juger le personnage. L'âge, antécédents (etc.), et il suffit que sa vie approche. Tout ce qu'elle fait, c'est ce qu'elle croit qu'elle doit faire pour survivre dans l'environnement qu'elle n'a pas. »

— AnnaLynne McCord sur Naomi Clark

## Saison 1
Dans la première saison, Naomi est une étudiante privilégiée du lycée West Beverly Hills. Elle a pour meilleure amie Adrianna Tate-Duncan (Jessica Lowndes) et entretient une relation amoureuse compliquée avec Ethan Ward. Elle devient l'amie de Annie Wilson (Shenae Grimes) lorsque celle-ci emménage à Beverly Hills. Le triangle amoureux formé par Ethan, Annie et Naomi est l'un des principaux arcs narratifs de cette saison. 
Parallèlement, Naomi rencontre des problèmes familiaux. Elle découvre l'existence d'un demi-frère qu'elle partage avec Annie, ses parents se séparent à cause des infidélités de son père. Après le divorce, elle s'installe provisoirement dans un hôtel. Lorsque sa sœur aînée Jen rentre d'un séjour en Europe, elles emménagent ensemble.
Elle commence une relation amoureuse avec Liam Court. Très distant dans un premier temps, il lui déclare son amour lors du bal de fin d'année.
À la fin de la saison, Jen manipule Liam et couche avec lui pour faire du mal à sa sœur. Naomi réalise que Liam l'a trompée, elle pense que c'est avec Annie, elle l'accuse publiquement.

## Saison 2
Dans la première partie de la saison 2, Liam essaie de prouver à Naomi qu'il a couché avec Jen et pas avec Annie. Naomi met tout en œuvre pour pourrir la vie d'Annie, jusqu'à ce qu'elle apprenne la vérité. Elle demande à Jen de quitter leur maison.
Naomi aspire à intégrer l'Université de Californie après le lycée. Elle sort brièvement avec un de ses étudiants. Elle met fin à cette relation lorsqu'elle réalise qu'elle aime Liam. Ils se remettent ensemble, mais ne se sentent pas à l'aise en présence l'un de l'autre. Naomi demande conseil à Ivy Sullivan (Gillian Zinser), amie de Liam et secrètement amoureuse de lui.
L'antipathie croît entre les deux filles ; elles se battent. Liam les sépare et confirme à Naomi son envie d'être avec elle. Le jeune homme a de graves problèmes familiaux ; Naomi l'héberge quelque temps. Elle reste obsédée par ses propres problèmes (sa vengeance contre sa sœur). Elle ne lui accorde pas assez d'attention. Il rompt alors définitivement avec elle en lui expliquant qu'il la trouve trop égocentrique.
Naomi entre en conflit avec un nouveau professeur, Monsieur Cannon. Ses amis restent indifférents à ses plaintes ; elle accuse l'enseignant de l'avoir harcelée sexuellement pour attirer leur sympathie. M. Cannon est immédiatement suspendu; Naomi culpabilise et avoue avoir menti. Elle doit réaliser alors des travaux d'intérêt général. Dans le dernier épisode de la saison, Naomi se retrouve seule avec M. Cannon, un soir au lycée. Elle s'excuse des mensonges qu'elle a répandus sur lui. Il la viole. Il lui explique qu'après ses fausses accusations, plus personne ne la croira.

## Saison 3
Naomi a été agressée sexuellement par M. Cannon. Depuis son viol, elle n'est plus capable de dormir et prend des pilules. Silver la trouve inconsciente et Naomi lui dit de ne pas s'approcher de M. Cannon. Silver reçoit par la suite un message de Naomi et décide de la sauver . M. Cannon prend des otages, Silver et Naomi aussi. 
Elles finissent par l'attacher à une chaise. Naomi gifle M. Cannon et manque de le tuer avec le couteau dont il s'était servi pour la menacer. Naomi se reprend, grâce à Silver. Elles appellent la police, M. Cannon est arrêté. Naomi accepte qu'Annie sorte avec Liam. Elle reconstruit une meilleure relation avec sa sœur, Jen, et tombe amoureuse de son partenaire de laboratoire « ringard », Max Miller (Josh Zuckerman), après qu'il lui eut réglé un problème. Naomi et Max commencent à se fréquenter, d'abord secrètement, pour éviter les critiques de leurs amis. Naomi réfléchit : garder secrète leur relation est en fait de la jalousie et de la possessivité de sa part. Le couple s'assume publiquement. À la fin de la saison, Max est accusé de tricherie, ses parents le forcent à rompre avec Naomi. Naomi apprend à Max qu'elle est enceinte.

## Saison 4
La quatrième saison commence avec la grossesse de Naomi : c'est une fausse alerte. Max est soulagé. Naomi en conclut que Max ne l'aime pas, ils rompent. Naomi rencontre Austin, le fils de Judd Ridge (une star égocentrique de la musique country) mais Naomi ne le sait pas encore. Au début, Austin et elle ne s'entendent pas très bien ; ils finissent par coucher ensemble; ils commencent à avoir des sentiments l'un envers l'autre. Holly reste l'ennemie de Naomi ; elle est présidente de la sororité la plus convoitée de l'université de UCLA. 
Elle tente de lui prendre Austin, (c'était son ex-petit ami) pour rendre Naomi malheureuse, lui vole ses idées et la ridiculise. Holly n'y arrive pas. Elles finiront par devenir amies bien qu'Austin ait couché avec Holly. Naomi décide de rompre. Sa sœur Jen revient dans l'épisode No Good Deed (Chaud Business). Elle rencontre P.J (partenaire d'affaires d'Annie). Elle ne croit plus en l'amour, mais elle tombe sous son charme dès leur premier regard. Naomi est aussi intéressée par lui, et entre en rivalité avec sa sœur. 
Naomi gagnera P.J et perdra sa sœur. Elles finiront par se réconcilier. Le couple de Naomi est de plus en plus heureux. P.J demande Naomi en mariage après 2 semaines de relation. Naomi refuse : elle apprend qu'il doit se marier au plus vite pour toucher son héritage. Naomi devient Wedding Planneuse. Elle doit organiser le mariage de Madison, une petite fille riche et naïve. Lors d'un rendez-vous chez Madison, elle rencontre le fiancé : c'est Max ! 

## Saison 5
Au début de cinquième saison, Max et Naomi décident de se marier en secret. Leur limousine a un accident : ils montent dans une voiture qui est arrêtée par la police, car le chauffeur et les passagers détiennent de la drogue.
Après une escale en prison, Naomi et Max finissent par sortir et décident de faire une fête de mariage.
Pendant un voyage d'affaires de Max, Naomi échange un baiser avec Alec. Elle décide de le dire à Max de façon très romantique. Voyant que la soirée se passe merveilleusement bien, Naomi décide de ne rien lui dire. Mais Max est déjà au courant.
Max demande à ses amis de faire profil bas ; mais c'est sans compter sur leurs caractères respectifs. Ils doivent travailler ensemble. Alec décide de quitter l'entreprise. Une autre personne est engagée. Elle semble parfaite, elle n'a qu'un défaut : « C'est une femme ! ».
Naomi continue toujours d'organiser des événements. Elle en fait en lingerie pour un gala de charité.
Naomi et Max se feront doubler par Alec, furieux d'avoir été évincé de cette façon.
Naomi ressent le besoin de voir ses amies ; elle passe une journée avec Adrianna ; la journée se termine en catastrophe : elle a perdu sa bague. Les choses empirent dans le couple ; ils vont voir un conseiller conjugal ; celui-ci leur conseille de se concentrer chacun sur soi-même. Ils finissent par divorcer, en milieu de saison.
Mais peuvent-ils organisent un événement ensemble ? Est-ce que cela ne va pas réveiller de vieux sentiments ? Et pour combien de temps ?
Naomi doit subir les foudres d'Annie. Annie lui en veut terriblement d'avoir contacté leur demi-frère sans l'avoir consulté. Annie ne comprend pas que c'est la seule échappatoire trouvée par Naomi pour oublier Max.
Son demi-frère, Mark, souhaite ouvrir un restaurant. Naomi l'aide ; par moments, il la trouve exaspérante. Ils finissent tout de même par se trouver quelques points communs : l'allergie à certains aliments, entre autres. Mark a une proposition de boulot à New York. Il ne peut pas la refuser...
Naomi finit par comprendre qu'elle doit avoir ses propres projets. Elle finit par se marier avec elle-même lors d'une soirée trop arrosée. Elle se tourne vers l'événementiel et se montre très douée pour ça. Elle essaye d'impressionner son patron, Justin. Elle n'arrivera pas à ses fins : la mère de Justin s'en mêle.
Son demi-frère a des soucis avec les autorités. Naomi fera ce qu'elle peut pour l'aider, même si ce n'est pas toujours de la bonne façon.
Les choses se compliquent : Jordan rompt avec elle. Naomi ne l'entend pas de cette oreille.
Dans le dernier épisode, Naomi organise un concert pour aider les personnes en difficulté. Elle finit par se blanchir des accusations de la famille de Jordan. Elle prendra un jet en leur compagnie en direction de Paris, à la toute fin de la série.

### Réception
En raison de sa popularité, Naomi a été l'objet de plusieurs critiques. Pour la première saison, Ray Richmond de The Hollywood Reporter dit que Naomi est « difficile » et « prissy ». Pour la deuxième saison, il cite sa malhonnêteté et son insensibilité. En discutant de l'histoire dans laquelle Naomi a fait de fausses accusations de harcèlement sexuel, Archana Ram d'Entertainment Weekly a comparé Naomi à sœur, Jen Clark, la crapuleuse. Jetho Nededog du Los Angeles Times condamne également les actions de Naomi, mais la félicite d'avoir finalement révélé la vérité.
Plus tard dans la série, Lisa Todorovich des Zap2it dit que Naomi prend «tout sur elle-même», tout en mentionnant son soutien pour Liam lors d'une série d'ennuis. Krita Navin de MassLive.com reconnait les défauts de Naomi, qui conduisent finalement à une rupture entre Liam et Naomi, et déclare : « il est totalement conforme à son personnage qu'elle allait essayer d'être là pour Liam, mais elle a été juste trop impliquée dans son propre drame pour être vraiment en mesure d'être efficace. C'est comme si « quelqu'un comme Liam » déclarait vouloir être avec « quelqu'un comme Naomi », puis se montrait assez déçu de la réalité ».